# Оравец, Томаш
То́маш О́равец (словац. Tomáš Oravec; родился 3 июля 1980 года; Кошице, Чехословакия) — словацкий футболист, нападающий.

## Клубная карьера
Томаш — воспитанник словацких клубов из родного города Кошице: «Спохе» и «Кошице». В 2000 году он перешел в клуб «Ружомберок». Именно в период игры за этот клуб, Оравец получил первый вызов в сборную Словакии. До этого, Томаш был игроком молодёжной сборной, и сборной игроков до 18 лет. После двух лет и очень высокой результативности, Оравец перешел в чешский «Виктория Жижков», где также провел два сезона. Следующим клубом игрока стал австрийский «Адмира Ваккер Мёдлинг».